# Green Day
Green Day je americká punkrocková kapela, která vznikla roku 1986. Skupinu tvoří hlavní zpěvák a kytarista Billie Joe Armstrong, basista a doprovodný vokalista Mike Dirnt, bubeník Tré Cool a kytarista Jason White, který byl za člena přijat v roce 2012 po 13 letech společného hraní, ovšem v roce 2016 se vrátil zpátky k roli pomocného kytaristy. Tré Cool nahradil bývalého bubeníka Johna Kiffmeyera v roce 1990 (ještě před vznikem druhého alba Kerplunk) a od té doby je členem Green Day.
Green Day byli původně součástí punkové scény v 924 Gilman Street, v Berkeley v Kalifornii. V roce 1994 vyšlo album Dookie, které mělo obrovský úspěch a nakonec se prodalo přes 10 milionů kopií v USA. Green Day se stali široce uznávanou kapelou, po boku dalších kalifornských skupin jako The Offspring, Rancid a NOFX a mají zásluhu na popularizaci a oživení tradičního zájmu o punk-rock ve Spojených státech. Tři následující alba kapely – Insomniac, Nimrod a Warning nezaznamenala tak masivní úspěch jako Dookie, ale jejich prodej stačil na obdržení dvou platinových a zlaté desky. Díky své rockové opeře American Idiot (s 5 miliony prodaných desek v USA) znovu rozdmýchali svou popularitu u mladší generace. Osmé studiové album Green Day 21st Century Breakdown bylo vydáno v roce 2009. Skupina vydala trojici alb ¡Uno!, ¡Dos!, a ¡Tré! ve dnech 25. září 2012, 13. listopadu 2012 a 7. prosince 2012. 
Green Day prodali přes 65 milionů kopií ve světě a 24,639 milionů v samotných Spojených státech. Kapela vyhrála 4 ceny Grammy: pro nejlepší alternative album (Dookie), nejlepší rockové album (American Idiot a 21st Century Breakdown) a nahrávku roku (Boulevard of Broken Dreams). V roce 2010 byla na Broadwayi uvedena divadelní verze American Idiot. Muzikál byl nominován na mnoho cen Tony, například pro nejlepší muzikál nebo nejlepší scénografii a obecně obdržel mnoho pozitivních hodnocení. V dubnu 2015 byla kapela uvedena do Rock and Roll Hall of Fame.
Po smršti tří alb v roce 2012 fanoušci čekali čtyři roky na nové album Revolution Radio (2016), které je datováno vydáním na 7. října 2016. V ten samý den shodou náhod vyšla i nová alba dalších dvou známých punk rockových skupin NOFX a Sum 41.

## Historie kapely

### Vznik a první roky (1986–1993)
V roce 1986 ve svých patnácti letech přátelé Billie Joe Armstrong a Mike Dirnt založili kapelu Sweet Children. Jejich první živé vystoupení se konalo 17. října 1987 v restauraci Rod’s Hickory Pit ve Vallejo v Kalifornii, kde pracovala Billieho matka jako servírka. V roce 1988 začali Billie Joe a Mike spolupracovat se Seanem Hughesem a bývalým bubeníkem kapely Isocracy, Johnem Kiffmeyerem, známým také jako Al Sobrante. Kiffmeyer byl bubeník a zároveň obchodní manažer, zajišťující vystoupení a pomáhal kapele vybudovat „fanouškovský základ“. Sean Hughes působil jako basista kapely. Jak bylo řečeno ve filmu Punk’s Not Dead, Armstrong považuje skupinu Operation Ivy jako hlavní vliv a je to kapela, která mu dala popud k založení jeho vlastní skupiny.

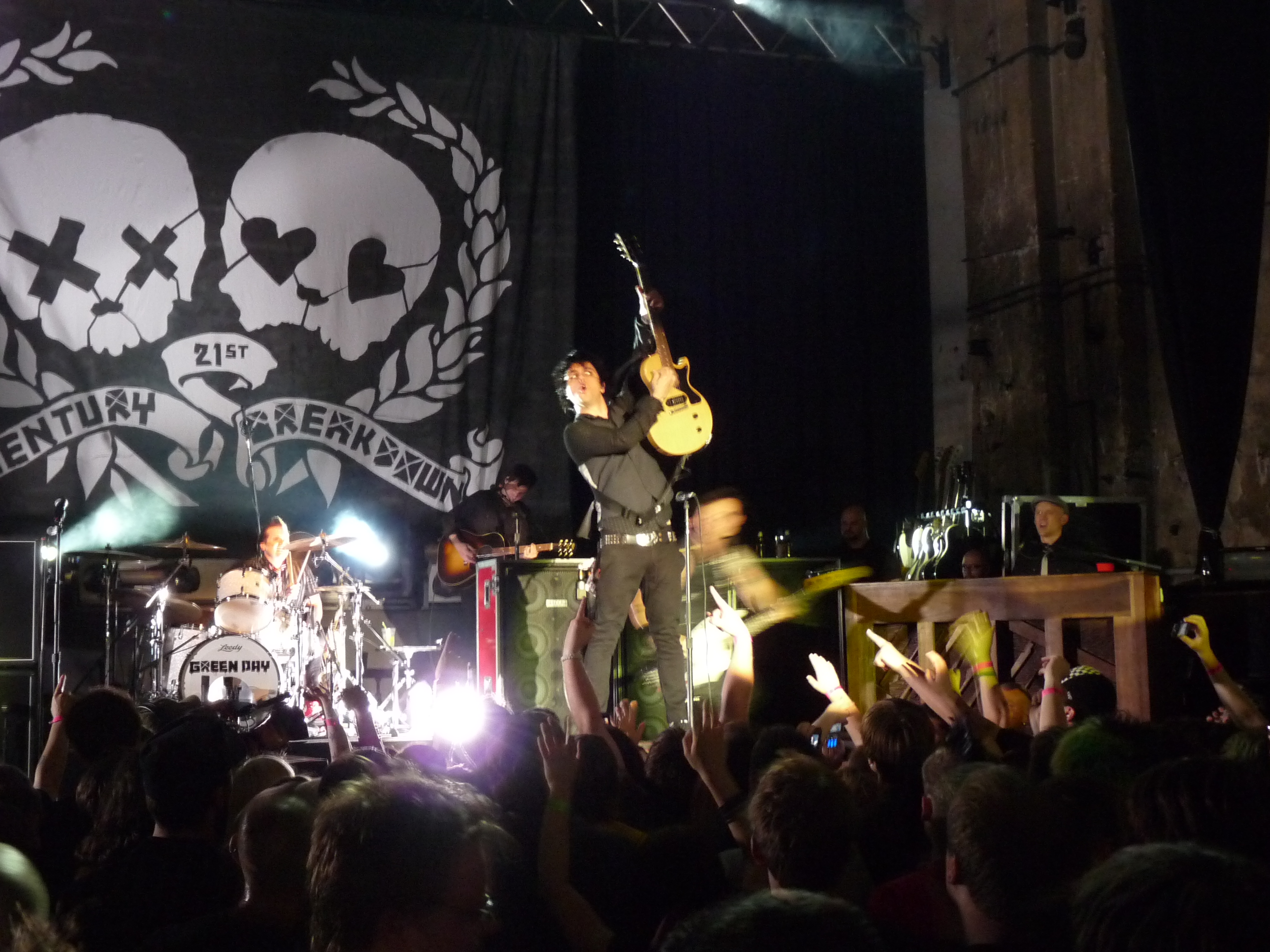
Kapela Green Day při vystoupení v roce 2009.

Poté, co v roce 1988 Hughes opustil Green Day, Larry Livermore, vlastník Lookout! Records, viděl kapelu hrát a přijal je do svého hudebního vydavatelství. V roce 1989 nahráli svou první extended play a to 1,000 Hours. Než bylo 1,000 Hours zveřejněno, skupina upustila od jména Sweet Children, aby nedocházelo k záměně s již existující místní kapelou Sweet Baby. Nový název vznikl podle písně Green Day z EP 1,039/Smoothed Out Slappy Hours, ve které členové skupiny odkazují na svoji zálibu v marihuaně.
Společnost Lookout! vydala debutové album Green Day 39/Smooth počátkem roku 1990. Později v tomto roce Green Day nahráli dvě EP (extended play) a to Slappy a Sweet Children, přičemž druhé EP zahrnovalo starší písničky, které kapela nahrála u nezávislé nahrávací společnosti v Minneapolis Skene! Records. V roce 1991 společnost Lookout! vydala 1,039/Smoothed Out Slappy Hours, což je seskupení tří EP – 39/Smooth, Slappy a 1,000 Hours. Později v roce 1990, krátce po první celostátní tour Green Day, Sobrante opustil East Bay kvůli vysoké škole. Bubeník kapely The Lookouts, Tré Cool, začal u Green Day působit jako dočasná náhrada, později ale, když bylo zřejmé, že Sobrante se nechystá hrát s kapelou na plný úvazek, zůstal s nimi Tré jako bubeník natrvalo. Green Day byli většinu času v letech 1992 a 1993 na turné a odehráli mnoho koncertů i v Evropě. V roce 1992 vydali Green Day druhé album Kerplunk, v USA se prodalo přes 50 000 kopií.

### Průlomový úspěch (1994–1996)
Díky úspěchu alba Kerplunk se začala řada významných nahrávacích společností o skupinu zajímat. Nakonec kapela v přátelském vztahu opustila Lookout! a upsala se pro Reprise Records poté, co si získala pozornost producenta Roba Cavallo. Skupina byla ohromena jeho prací s kolegy z kalifornské kapely The Muffs a později uvedli, že Cavallo „byl jediná osoba, s níž jsme mohli opravdu mluvit a navázat spojení“. Přidáním se ke společnosti Reprise si Green Day získali u mnoha punk-rockových fanoušků označení (zjednodušeně: zrádci). Když se ohlížel za tímto obdobím, řekl Armstrong roce 1999 magazínu Spin: „Nemohl jsem se vrátit na punkovou scénu, ať už bychom měli největší úspěch na světě nebo naopak nejhůře propadli … Jediné, co jsem mohl udělat, bylo nasednout na to svoje kolo a jet dál.“ Poté, co se upsala společnosti Reprise, kapela začala pracovat na nahrávání významného alba, a tím bylo Dookie.

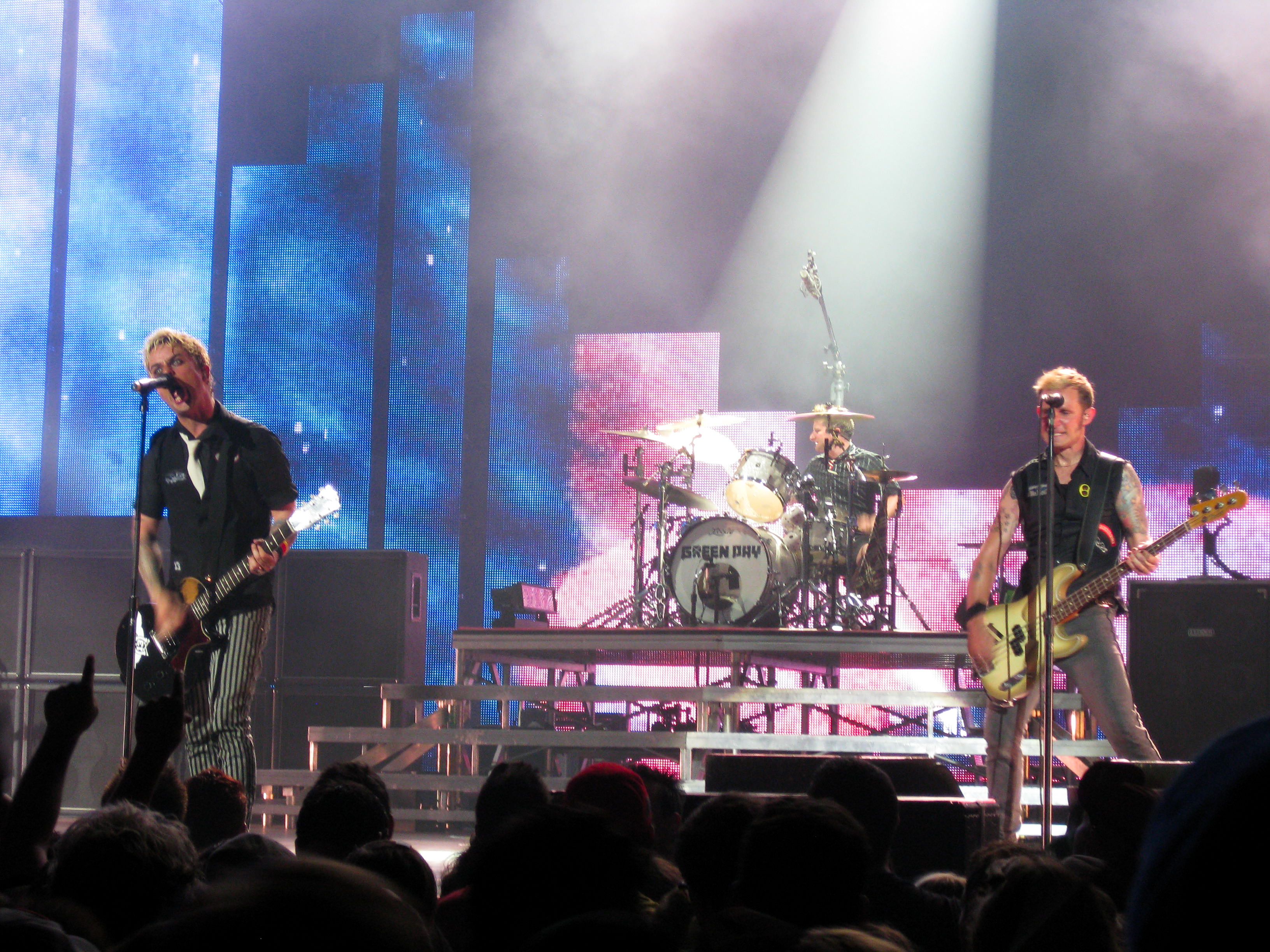
Skupina Green Day na koncertě v roce 2010.

Nahráno během tří týdnů a vydáno v únoru 1994 – album Dookie se stalo komerčním úspěchem, také za značné pomoci MTV, díky hraní videoklipů písniček Longview, Basket Case a When I Come Around, přičemž všechny tři se umístily na první příčce v žebříčku Modern Rock Tracks. V tomto roce se Green Day angažovali v celostátní turné s queercorovou (hnutí queercore) kapelou Pansy Division jako zahajovací číslo. 9. září roku 1994 při vystoupení u Boston Esplanade byl kvůli výtržnictví přerušen koncert a ke konci běsnění bylo zraněno na 100 lidí a 45 lidí bylo zatčeno. Skupina se připojila k sestavám vystupujících na festivalu Lollapalooza a Woodstock 1994, kde rozpoutali neslavnou bitku bahnem. Během koncertu si člen ochranky spletl basistu Mika Dirnta s fanouškem napadajícím pódium a vyrazil mu několik zubů. Viděno miliony lidí skrze pay-per-view televizi, vystoupení na Woodstocku 1994 pomohla Green Day k získání pozornosti a uznání veřejnosti. Prodeje alba dosáhly na diamantovou desku. V roce 1994 Dookie vyhrálo cenu Grammy (Best Alternative Album) a kapela byla nominována na devět cen MTV Video Music, zahrnující také cenu za videoklip roku.
V roce 1995 byla vydána písnička J.A.R., která se objevila jako soundtrack ve filmu Angus. Písnička se umístila na prvním místě v žebříčku Modern Rock Tracks časopisu Billboard. Za písničkou následovalo čtvrté studiové album, Insomniac, které se objevilo na pultech na podzim roku 1995. Insomniac bylo temnější a tvrdší odpovědí na čerstvou popularitu, ve srovnání s více melodickým Dookie. Vydané písně z tohoto alba byly Geek Stink Breath, Stuck With Me, Brain Stew/Jaded a Walking Contradiction. Přesto, že album nezaznamenalo takový úspěch jako Dookie, v USA se prodaly 2 miliony kopií. Kromě toho album vyhrálo v roce 1996 nominace na nejlepšího umělce, nejlepšího hard rock umělce a nejlepšího alternativního umělce v cenách American Music a videoklip Walking Contradiction byl nominován na cenu Grammy (nejlepší videoklip) a k tomu ještě za nejlepší speciální efekty na cenách MTV Video Music. Po tom všem kapela náhle zrušila turné po Evropě, podle svých slov kvůli vyčerpání.

### Střední roky a úpadek popularity (1997–2002)
Po krátké přestávce v roce 1996 začali Green Day další rok pracovat na novém albu. Od samého počátku se shodla jak kapela tak Cavallo, že toto album bude úplně jiné než všechna předešlá alba. Výsledkem bylo album Nimrod, experimentální odchylka od standardního pop-punkového stylu skupiny. Toto album bylo vydáno v říjnu 1997. Poskytovalo různorodou hudbu, od pop-punku, u a ska až k akustické baladě. Nimrod vstoupilo do žebříčků s číslem 10. Díky úspěchu Good Riddance (Time of Your Life) vyhrála kapela na MTV cenu pro videoklip Best Alternative Video. Videoklip zachycuje lidi, procházející hlavními změnami v jejich životě, zatímco Armstrong hraje na svou akustickou kytaru. Píseň byla také použita v druhé „Clip show“ epizodě seriálu Show Jerryho Seinfelda  a ve dvou epizodách seriálu Pohotovost. Další písničky z Nimrod byly Nice Guys Finish Last, Hitchin´a Ride a Redundant. Skupina měla hostující vystoupení v epizodě seriálu Tatík Hill a spol. (díl The Man Who Shot Cane Skretteberg), která byla vysílaná v roce 1997. Později v roce 1997 a většinu roku 1998 Green Day strávili na turné s albem Nimrod.

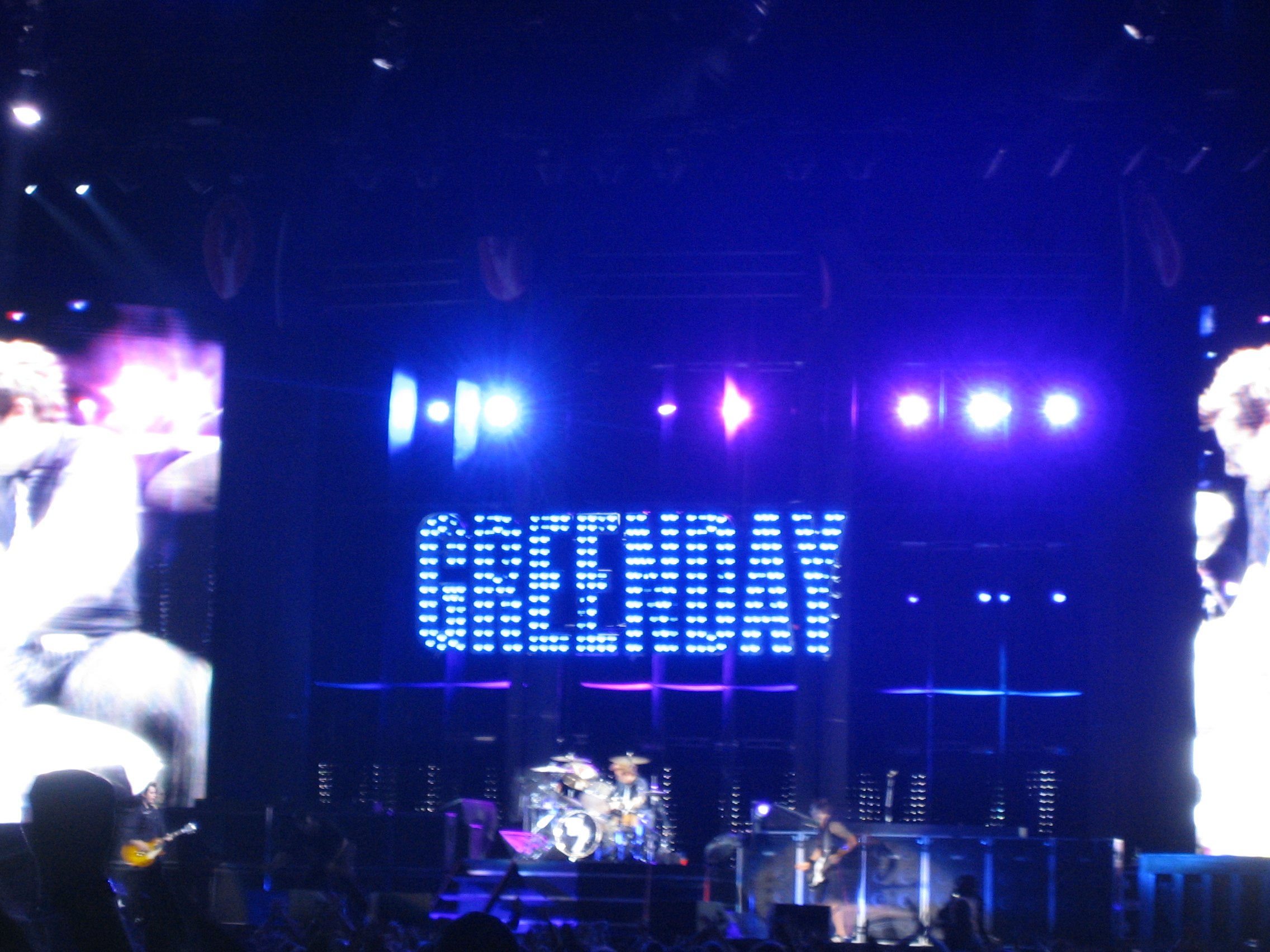
Green Day na vystoupení v roce 2005.

V roce 2000 Green Day vydali jejich šesté studiové album Warning, další krok ve stylu, který nastolili s albem Nimrod. Na podporu alba se kapela v roce 2000 zúčastnila Warped Tour. Green Day také měli nezávislé turné na podporu alba v roce 2001. Recenze kritiků k albu byly smíšené. Hudební encyklopedie Allmusic album ohodnotila 4,5 body z 5 se slovy: „Warning nemusí být novátorský záznam samo o sobě, ale je ohromně uspokojující.“ Magazín Rolling Stone byl více kritický, s hodnocením 3/5 a říkající: „Warning… vyvolává otázku: Kdo chce poslouchat písně o víře, naději a společenských komentářích od někoho, na koho jsme byli zvyklí jako na nejprodávanější kapelu usmrkanců?“. I přes hit Minority a menší hit Warning, někteří vyvozují závěry, že kapela ztrácí svou významnost a následoval pokles popularity. Zatímco všechna předešlá alba Green Day dosáhla alespoň dvojí platiny, Warning bylo pouze zlaté.
V cenách California Music v roce 2001 Green Day vyhráli všech osm cen, na které byli nominováni. Vyhráli ceny za Outstanding Album (Warning), Outstanding Punk Rock/Spa Album (Warning), Outstanding Group, Outstanding Male Vocalist, Outstanding Bassist, Outstanding Drummer, Outstanding Songwritter a Outstanding Artist.
Vydání dvou kompilací International Superhits! a Shenanigans následovalo po Warning. International Superhits! spolu s doprovodem International Supervideos! se prodávalo dobře, v USA získalo platinu. Shenanigans obsahuje některé z B-sides písní, mimo jiné také Espionage, která uváděla Austin Powers: The Spy Who Shagged Me a byla nominovaná na cenu Grammy za Best Rock Instrumental Performance.
Na jaře roku 2002 se Green Day zúčastnili Pop Disaster Tour s kapelou Blink-182, kteří v té době zažívali větší úspěch. Tour byla zdokumentovaná na DVD Riding in Vans with Boys.

### American Idiot a obnovený úspěch (2003–2006)
V roce 2003 se kapela vrátila do studia, aby napsala a nahrála nový materiál pro nové album, předběžně nazvané Cigarettes and Valentines. Po dokončení 20 písní byla však master recording ukradena ze studia neznámo kým. Namísto znovu-nahrání ukradených písní se kapela rozhodla opustit celý projekt a začít znovu, vzhledem k tomu, že tento materiál nereprezentoval nejlepší práci kapely. Bylo to v době, kdy se skupina The Network upsala s fanfárami k Armstrongově nahrávací společnosti Adeline Records. Poté, co záhadná kapela vydala album nazvané Money Money 2020, šeptalo se, že The Network jsou vedlejším projektem Green Day, kvůli podobnostem ve zvuku kapely.

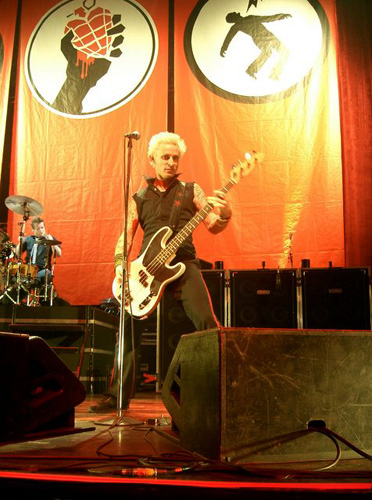
Mike Drint (vpředu) a Tré Cool (vzadu) při vystoupení kapely v roce 2006

V listopadu roku 2003 Green Day spolupracovali se zpěvákem Iggy Popem na dvou písničkách jeho alba Skull Ring. 1. února 2004 se jako reklama pro iTunes zveřejnila nová písnička, cover písně I Fought the Law.
Následné album American Idiot, vydané v roce 2004, se umístilo na první příčce v žebříčku magazínu Billboard. Jako první album kapely dosáhlo této pozice, podporované úspěchem první písně z alba American idiot. Album bylo označeno za punk-rockovou operu, která nás provede cestou fiktivní postavy jménem JOS (Jesus of Suburbia). Album American Idiot vyhrálo v roce 2005 cenu Grammy za Best Rock Album a ve stejném roce kapela vymetla hudební ceny MTV, když vyhrála celkem sedm cen z osmi, na které byla nominovaná (včetně ceny Viewer’s Choice).
Během roku 2005 kapela cestovala po turné s bezmála 150 zastávkami, včetně návštěv Japonska, Austrálie, Jižní Ameriky a Spojeného království i České republiky. Toto turné bylo zatím nejdelší v jejich kariéře. Během turné American Idiot Green Day filmovali a nahráli dva koncerty z National Bowl v Milton Keynes v Anglii. Tato akce byla zvolena časopisem Kerrang! za Nejlepší show na zemi. Nahrávky z akce byly 15. listopadu 2005 vydány jako live CD a DVD s názvem Bullet in a Bible. Toto CD/DVD obsahuje písně z American idiot, stejně tak jako písně ze všech předchozích alb, kromě Kerplunk a 1,039/Smoothed Out Slappy Hours. Bonus na DVD nás zavede do zákulisí kapely a ukáže nám, jak se kapela připravuje na koncert. Konečné vystoupení tohoto světového turné se koná v Sydney a v Melbourne v Austrálii, 14. a 17. prosince. 10. ledna 2006 získala kapela cenu People’s Choice Award za oblíbenou kapelu.
V roce 2006 Green Day vyhráli cenu Grammy za Record of the Year za skladbu Boulevard of Broken Dreams, která se udržela 16 týdnů na první pozici žebříčku Modern Rock Tracks časopisu Billboard.

### Foxboro Hot Tubs a 21st Century Breakdown (2007–2009)
Green Day byli v době úspěchu American Idiot zapojeni do mnoha dalších, menších projektů. Vydali album Stop Drop and Roll!!! pod názvem kapely Foxboro Hot Tubs. V roce 2008 měla Foxboro Hot Tubs mini turné v Kalifornii na podporu nahrávky.

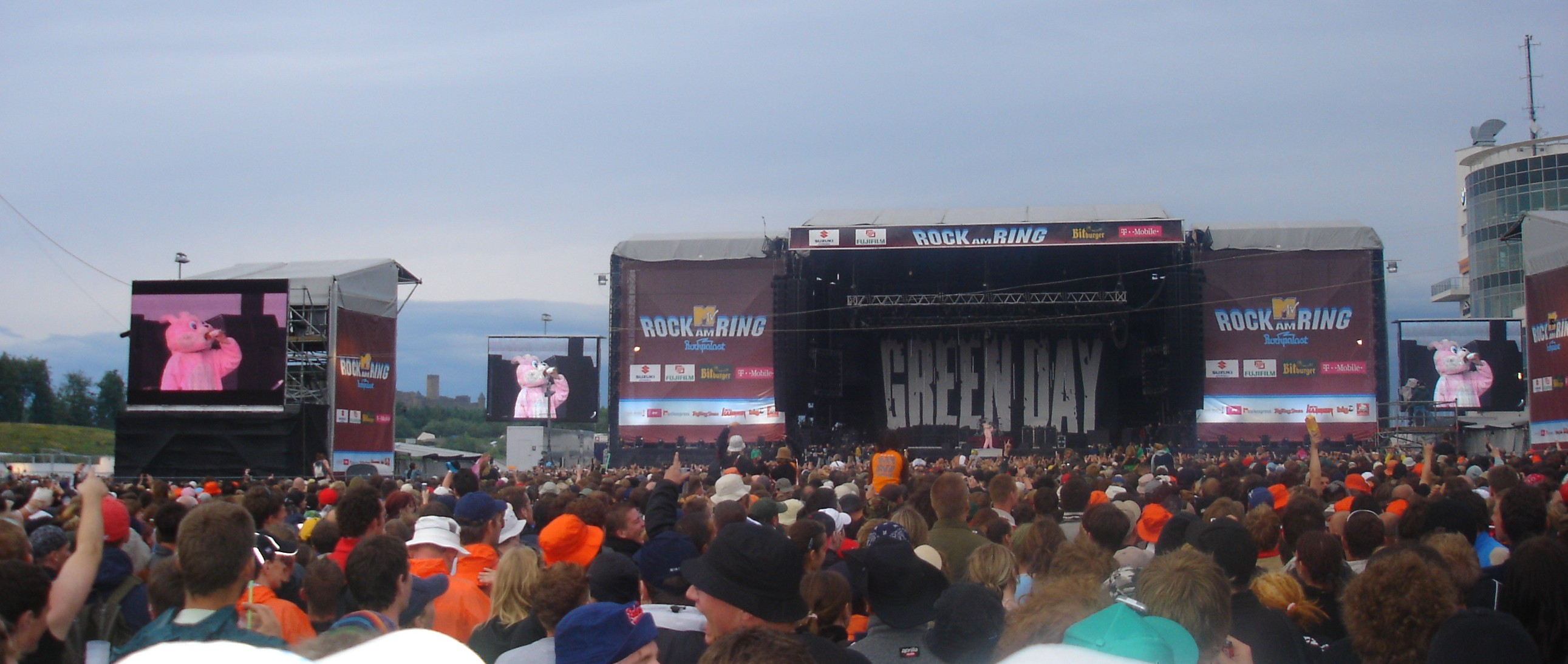
Davy lidí na koncertě kapely v Německu.

V rozhovoru pro časopis Kerrang! Armstrong řekl, že rok 2008 by „byl dobrý pro odhalení data vydání nového nepojmenovaného osmého studiového alba Green Day“. Shirley Manson, hlavní zpěvačka skupiny Garbage prozradila, že Butch Vig bude producent chystaného alba Green Day. Rozpětí téměř pěti let mezi American Idiot a 21st Century Breakdown byla nejdelší mezera mezi studiovými alby v celé kariéře Green Day. Kapela pracovala na novém materiálu od ledna 2006. V říjnu 2007 měl Armstrong napsáno 45 písní, ale až do října 2008, kdy byly na YouTube zveřejněny videa kapely nahrávající ve studiu a producentem Butch Vigem, kapela nevykazovala žádné známky dalšího pokroku. Proces psaní a nahrávání trval 3 roky, nakonec skončil v dubnu 2009.
21st Century Breakdown bylo vydáno 15. května 2009. Album bylo hodnoceno většinou pozitivně, drželo se průměrného hodnocení mezi třemi a čtyřmi hvězdičkami. Po vydání album dosáhlo prvního místa ve čtrnácti zemích a v každé dosáhlo zlaté nebo platinové desky. Walmart odmítl 21st Century Breakdown, protože bylo označeno nálepkou Parental Advisory a Green Day byli požádáni, aby vydali ještě cenzurované album. Kapela si ale nepřála změnit žádné texty z alba a odpověděli prohlášením: „Na naší nahrávce není nic špatného… Chtějí, aby umělci cenzurovali své nahrávky, aby mohly být zveřejněny. Prostě jsme řekli ne. Nikdy předtím jsme to nedělali. Cítíte se jak v roce 1953 nebo tak něco.“ Green Day začali v dubnu 2009 koncertovat v Kalifornii. To byla jejich první live show po třech letech. V červenci 2009 se kapela vydala na světové turné, které začalo v Severní Americe a pokračovalo do celého světa. Probíhalo zbytek roku 2009 a také začátkem roku 2010. 29. června 2010 se Green Day opět ukázali také v Praze, kde před 14 000 lidmi předvedli téměř tříhodinovou show. Na internetu kolovaly zvěsti, že následující live DVD bude právě z Prahy (s čímž by asi souhlasil každý, kdo tento koncert navštívil), bohužel se tak ale nestalo.
V roce 2009 se skupina setkala s oceněným režisérem Michaelem Mayerem a s mnoha účinkujícími a posádkou z muzikálu Spring Awakening, oceněného cenou Tony, aby vytvořili divadelní verzi alba American Idiot. American Idiot byl uveden v Berkeley Repertory Theatre koncem roku 2009. Představení vypráví rozšířený příběh originálního alba, s novými postavami jako Will, Extraordinary Girl a Favourite Son.

### Muzikál American Idiot na Broadwayi (2010–2011)
20. dubna 2010 byl American Idiot uveden na Broadwayi a Green Day vydali soundtrack muzikálu, s bonusem nové písničky od Green Day nazvanou When It’s Time. Během cen Spike TV Video Game 2009 bylo oznámeno, že Green Day byli ustanoveni, aby měli svou vlastní Rock Band video hru, jako následovníci po poslední Rock Band hře, The Beatles: Rock Band. Hra byla vydána 8. června 2010. Hra obsahuje celé album Dookie, American Idiot a 21st Century Breakdown, stejně tak jako vybrané písně ze zbytku diskografie Green Day.

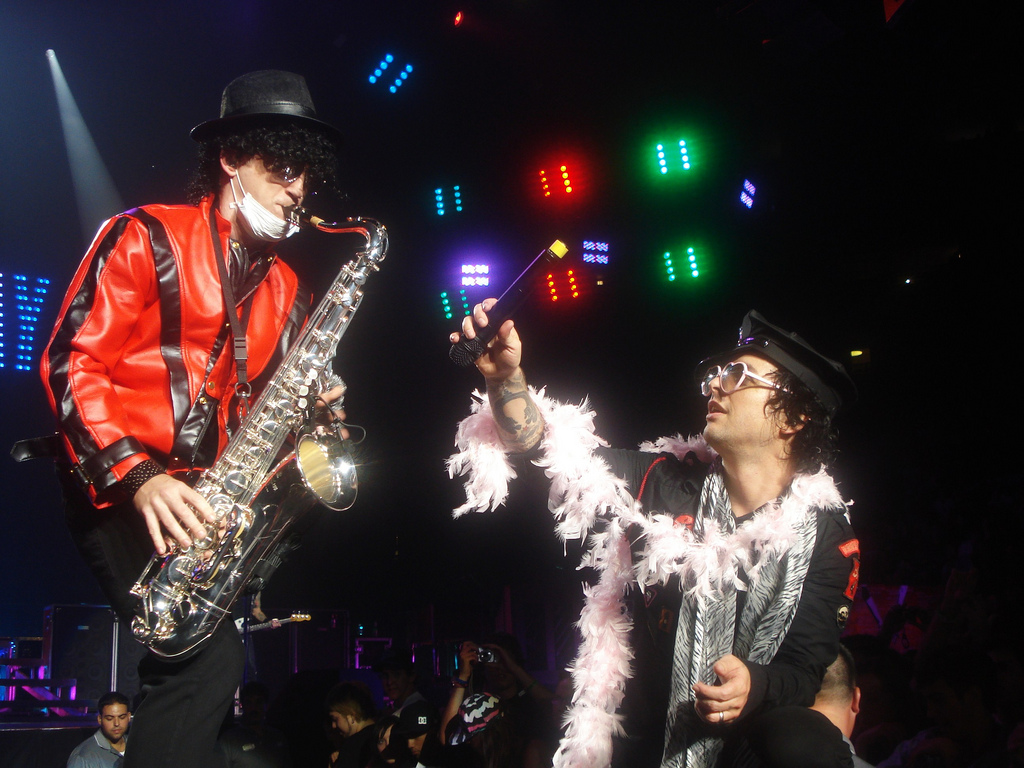
Billie Joe Armstrong a Jason Freese na koncertě v roce 2009

Green Day pomýšlí na další album během několika let, ale zatím není stanoveno žádné přesnější datum. Green Day oznámili, že právě píší další materiál. Pro rozhovor s časopisem Kerrang! Armstrong mluvil o případném novém albu: „Udělali jsme nějaké demoverze v Berlíně, nějaké ve Stockholmu, v Glasgow a něco v Amsterdamu. Chtěli jsme /písně/ zaznamenat v prvotní podobě.“ 24. srpna 2010 kapela na Twitteru nechala zprávu, že je zde možnost, že brzy vydají nové live album: „Nahrávali jsme naše koncerty od začátku naší tour. Eventuální Live album přichází. Spousta písniček! Právě jsme v Texasu!“ 28. srpna kapela znovu zmínila živé album na koncertě v Denveru v Coloradu. Billie Joe řekl publiku před zazněním „nové“ písně zvané Cigaretttes and Valentines, která byla titulní písní z nevydaného alba z roku 2003: „Hej, jenom vám chci právě teď něco říct. Právě teď nahráváme ´live fucking album´“. Green Day také na poslední zastávce v Mountain Biew v Kalifornii uvedli, že nahrávají živé album během celého turné, opět před písní Cigarettes and Valentines.
V říjnu 2010 Mike při rozhovoru pro Radio W zmínil, že dokončili proces psaní devátého studiového alba a řekl že: „Vždy pracujeme na písních, když je správný čas a když je muzika správná, vydáme to. Rád si myslím, že máme právě teď dost materiálu, abychom uveřejnili skvělou nahrávku, ale chceme jít zpátky domů a ujistit se, že je to pro každého perfektní, než to vydáme.“ V rozhovoru také Dirnt zmínil, že nové živé album bude „s největší pravděpodobností“ zveřejněno s živým filmem. Krátce po rozhovoru, se konalo živé vysílání Ustream s kapelou, kde bylo oznámeno, že již napsali 30 písniček pro deváté album a že zaznamenali každou show (audio a video) pro živé album. Live CD/DVD a CD/Blu-ray nazvané Awesome as Fuck bylo vydáno 22. března 2011.
13. dubna 2011 byla potvrzena filmová verze American Idiot. Michael Mayer, režisér Broadwayského muzikálu bude také režisér filmu. Na výrobě filmu budou spolupracovat Green Day, jejich manažer Pat Magnarella (podílel se také na Bullet in a Bible, Awesome As Fuck a Heart Like a Hand Grenade), produkčnní firma Playtone (Tom Hanks a Gary Goetzman) a Tom Hulce.

### ¡Uno!, ¡Dos!, ¡Tré! (2012)
Koncem roku 2011 kapela hrála několik koncertů (coby Foxboro Hot Tubs), jenž se skládaly pouze z do té doby nezveřejněných písní. V únoru 2012 Green Day začali nahrávat nové album. Nahraného materiálu se však nahromadilo tolik, že se skupina rozhodla vydat trilogii alb ¡Uno!, ¡Dos! a ¡Tré!. V té době byl přijat kytarista Jason White za oficiálního čtvrtého člena kapely po mnoha letech společného hraní. V létě 2012 hrála kapela na několika akcích včetně Rock en Seine festivalu ve Francii, The Rock am See festivalu v Německu a Reading Festivalu ve Spojeném království.
¡Uno!, ¡Dos! a ¡Tré! byly vydány 21. září, 9. listopadu a 7. prosince 2012 a kritikou byly přijaty vesměs pozitivně. 22. ledna 2013 kapela stanovila datum premiéry dokumentu ¡Cuatro! (o natáčení zmíněné trilogie alb) na 26. ledna (na DVD od 9. dubna 2013). Další dokument, Broadway Idiot, je zaměřený na tvorbu muzikálu American Idiot a Armstrongovu účast v roli St. Jimmyho. 10. března 2013 Green Day zahájili své turné 99 Revolutions Tour. V červnu Green Day zlomili rekord na svém koncertu v Emirates Stadium ve Spojeném království, na který bylo prodáno na 60 000 lístků. Kapela také na několika svých koncertech zahrála celé album Dookie.
Demolicious, kompilační album obsahující písně z alb ¡Uno!, ¡Dos! a ¡Tré!, bylo vydáno 19. dubna 2014. Obsahuje i dosud nevydanou píseň "State of Shock" a také akustickou verzi "Stay the Night" z alba ¡Uno!.

### Revolution Radio (2016)
18. dubna 2015 se stal pro kapelu víceméně zásadním dnem, jelikož byla uvedena do Rock and Roll Hall of Fame.
Kapela nechtěla na nic čekat a tak 24. dubna téhož roku oznámil producent Green Day Rob Cavallo, že sestava nahrává jejich dvanácté album. 11. srpna 2016 na internetu vyšel klip k písni Bang! Bang!. Album dostalo název Revolution Radio a vyšlo 7. října. Téhož dne vydaly svá alba hned další dvě skupiny se stejným punk rockovým nádechem, a to NOFX a Sum 41.
V recenzi na toto album hudební web iReport poznamenal, že "trojice hraje čím dál víc stejně, ale zásadní problém to není" a udělila tři a půl hvězdičky z pěti.

### Father of All Motherfuckers (2020)
9. prosince 2018 Billie Joe Armstrong ohlásil, že skládá nové písně pro Green Day.
10. září 2019 ohlásili Green Day společné turné s kapelami Fall Out Boy a Weezer. Green Day také vydali první píseň "Father of All..." z nového alba "Father of All Motherfuckers", které bylo vydáno 7. února 2020.

### Saviors (2024)
19. ledna 2024 kapela Green Day vydala nové album Saviors. To se skládá z 15 písní (singly: The American Dream Is Killing Me; Look Ma, No Brains; Dilemma; One Eyed Bastard). 
V létě 2024 kapela pojede nejprve na evropskou část Saviors Tour a poté americkou část.

## Členové kapely

### Současní členové
- Billie Joe Armstrong – hlavní zpěv, hlavní (sólová) kytara, piano, (1987–současnost)
- Mike Dirnt – baskytara, rytmická kytara, doprovodný zpěv (1987–současnost)
- Tré Cool – bicí, doprovodný zpěv (1990–současnost)
- Jason White – doprovodná kytara, doprovodný zpěv (2012–současnost)

### Bývalí členové
- John Kiffmeyer (Al Sobrante) – bicí (1987–1990)
- Sean Hughes – baskytara (1987–1988)

### Současní členové na turné
- Jason Freese – klávesy, piano, saxofon, pozoun, doprovodný zpěv (2003–současnost)

### Bývalí členové na turné
- Timmy Chunks – kytary (1997–1999)
- Garth Schultz – pozoun, trumpeta (1997–1999)
- Gabrial McNair – pozoun, tenor saxofon (1999–2001)
- Kurt Lohmiller – trumpeta, tympány, bicí, doprovodný zpěv (1999–2004)
- Mike Pelino – rytmická kytara, doprovodný zpěv (2004–2005)
- Ronnie Blake – trumpeta, tympány, bicí, doprovodný zpěv (2004–2005)
- Jason White – kytary, doprovodný zpěv (1999–2012, kdy se stal členem skupiny)
- Jeff Matika – rytmická kytara, akustická kytara, doprovodný zpěv (2009–2019)

## Diskografie
Studiová alba:
- 39/Smooth (1990)
- Kerplunk (1992)
- Dookie (1994)
- Insomniac (1995)
- Nimrod (1997)
- Warning (2000)
- Shenanigans (2002)
- American Idiot (2004)
- 21st Century Breakdown (2009)
- ¡Uno! (2012)
- ¡Dos! (2012)
- ¡Tré! (2012)[9]
- Revolution Radio (2016)

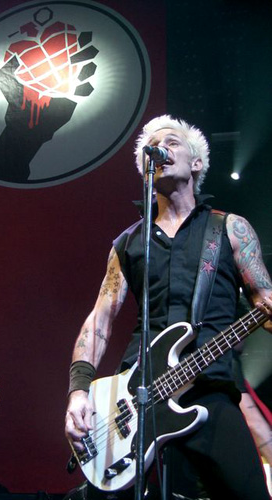
Basista Mike Dirnt během koncertu v Cardiffu v roce 2006.

- Father of All Motherfuckers (2020)
- Saviors (2024)